# (3805) Голдрайх
(3805) Голдрайх (англ. 3805 Goldreich) — небольшой астероид главного пояса, открытый 28 февраля 1981 года в обсерватории Сайдинг-Спринг (Австралия) астрономом Шелте Басом. Назван в честь видного американского астрофизика Петера Голдрайха, известного своими теоретическими работами в области планетологии.